# Jaroslav Kleiner

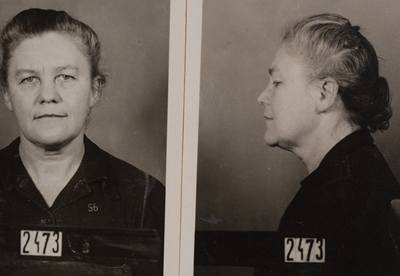
Vazební fotografie (rok 1949) jeho manželky Antonie Kleinerové

Ing. Jaroslav Kleiner (15. února 1904 Lužná – 13. února 1942 koncentrační tábor Mauthausen) byl český inženýr, pracovník Československého rozhlasu a odbojář popravený nacisty.

## Život

### Civilní život
Jaroslav Kleiner se narodil 15. února 1904 v Lužné u Rakovníka do rodiny tamního řezníka Antonína Kleinera a jeho manželky Františky, rozené Králíčkové, a pokřtěn byl jmény Jaroslav Josef. Ve dvacátých letech dvacátého století se přestěhoval do Prahy, aby zde studoval na ČVUT. Angažoval se v organizaci YMCA, v roce 1923 se jako člen československé odnože zúčastnil konference v Rumunsku. Po ukončení studií pracoval do roku 1931 ve Vojenském technickém ústavu na pozici laboranta a asistenta, poté se stal zaměstnancem Československého rozhlasu. Z řadového technika se postupně vypracoval na šéfa zkušebny. Činný byl i v Americkém ústavu v Praze, hovořil anglicky, německy a francouzsky. Svým zaměstnavatelem byl vysílán na zahraniční stáže (BBC, Holandsko, Německo). Zabýval se elektrotechnickým a akustickým výzkumem, přihlásil patent na desky tlumící zvuk a tím zlepšující parametry nahrávacích studií. Navrhoval studia, podílel se na konstrukcích kinosálů (Vinohrady, Brno, Zlín), byl autorem akustického a technického vybavení hudebních sálů (Státní konzervatoř, zkušební síň Národního divadla). Publikoval odborné statě a byl autorem děl O akustickém obložení stěn studií a Záznam zvuku v českém rozhlasu.

### Protinacistický odboj
Jaroslav Kleiner vstoupil do protinacistického odboje v roce 1940. On a jeho manželka Antonie Kleinerová patřili do okruhu spolupracovníků JUDr. Rudolfa Mareše zabývajících se vydáváním nelegálních tiskovin V boj a Český kurýr a dalších materiálů Petičního výboru Věrni zůstaneme. Na půdě rozhlasu se Jaroslav Kleiner zapojil do skupiny Stanislava Singera, pro kterou pomáhal konstruovat elektrotechnické přístroje a provozovat radiová spojení. Manželé Kleinerovi se rovněž napojili na akce Obrany národa a skupiny uvnitř Československého červeného kříže. Spolupracovali při zajišťování pobytu československých parašutistů a prováděli zpravodajskou činnost v rámci skupiny sovětského rezidenta majora letectva RNDr. Josefa Jedličky. Dne 9. října 1941 došlo k zatčení Josefa Jedličky gestapem, kdy se náhodou nacházel v konspiračním bytě, kde mělo dojít k zatčení jiného odbojáře. Během jeho brutálního vyslýchání došlo k prozrazení spolupracovníků včetně manželů Kleinerových. Zatčeni byli 16. října 1941, Jaroslav Kleiner byl vězněn na Pankráci, dne 19. ledna 1942 byl odsouzen k trestu smrti, poté převezen do terezínské Malé pevnosti a následně do koncentračního tábora Mauthausen, kde byl 13. února 1942 popraven podle některých zdrojů benzinovou injekcí do srdce.

## Osudy Antonie Kleinerové
Manželka Jaroslava Kleinera Antonie byla vězněna v Ravensbrücku a Noisdorfu, válku ale přežila. V roce 1946 byla zvolena za Národně socialistickou stranu do Ústavodárného Národního shromáždění. Po únoru 1948 se stala obětí procesu se skupinou Milady Horákové, při kterém byla odsouzena na doživotí. V roce 1960 byla propuštěna na amnestii.